# Jacques Philippe de Choiseul-Stainville
Pour les articles homonymes, voir Choiseul.
Pour les autres membres de la famille, voir Famille de Choiseul.
 (novembre 2023).
Si vous disposez d'ouvrages ou d'articles de référence ou si vous connaissez des sites web de qualité traitant du thème abordé ici, merci de compléter l'article en donnant les références utiles à sa vérifiabilité et en les liant à la section « Notes et références ».
Jacques Philippe de Choiseul, né le 6 septembre 1727 à Lunéville et mort le 2 juin 1789 à Strasbourg, comte, puis (1786) duc de Choiseul-Stainville, baron de Demange, est un militaire français du XVIIIe siècle.

## Biographie

### Origines et famille
Jacques Philippe de Choiseul descend de la maison de Choiseul, une famille noble originaire de Choiseul dans la Haute-Marne. Cette illustre famille a fourni un nombre important de serviteurs au royaume de France, cinq maréchaux, un cardinal, deux évêques, et plusieurs hommes d'État. Son origine remonte au XIIe siècle.
Fils cadet de François-Joseph de Choiseul (1696 † 1769), 2e du nom, marquis de Stainville, baron de Beaupré, conseiller d'État et grand chambellan de l'Empereur, etc., et Françoise-Louise de Bassompierre († 1758), Jacques Philippe naît le 6 septembre 1727 à Lunéville. Il était le frère cadet d'Étienne François de Choiseul.

### Carrière militaire
Il sert dès sa jeunesse dans les troupes de l'impératrice Marie-Thérèse, reine de Hongrie et de Bohême, et, après avoir été capitaine de dragons, il est commandeur de l'Ordre de Saint-Étienne, pape et martyr de Toscane, chambellan de l'empereur François Ier, colonel d'un régiment de chevau-légers, Generalmajor et Feldmarschalleutnant en 1759.
L'année suivante, ayant remis ses titres, il entre au service de la France, est nommé lieutenant général des armées du roi, et placé sous le commandement du maréchal de Broglie. Il continue d'être employé en Allemagne jusqu'à la fin de la guerre de Sept Ans, et remplit successivement les fonctions d'inspecteur commandant du régiment des Grenadiers de France et d'inspecteur général de l'infanterie.
Il obtient en 1770 le gouvernement général de la Lorraine, est créé maréchal de France le 13 juin 1783, et fait en 1788 gouverneur général de l'Alsace. Il avait été reçu chevalier des Ordres du roi le 2 février 1786 et créé duc « à brevet » de Stainville la même année.
Il fait construire la porte Saint-Louis à Nancy, à la mémoire des Nancéiens morts pour l'indépendance américaine, durant la bataille de Yorktown.
Il meurt à Strasbourg, le 2 juin 1789, l'âge de soixante-et-un ans.

## Récapitulatif

### Décorations
| Chevalier du Saint-Esprit |

- Chevalier du Saint-Esprit (Versailles, 2 février 1786)[2] ;
- Chevalier d'honneur de l'ordre de Saint-Hubert (1783) ;

### Armoiries
Armes du duc de ChoiseulD'azur, à la croix « billetée » d'or.
Armes des Choiseul de Stainville(1) D'azur, à la croix d'or, cantonnée de vingt billettes du même, cinq dans chaque canton, 2, 1 et 2, et chargé (de Choiseul) en cœur d'une croix ancrée de gueules qui est de Stainville.
Alias(2) Écartelé de Choiseul et de Stainville.
- Supports : deux lions d'or[3].

(1) De Choiseul ; sur le tout, de Stainville
(2) Écartelé de Choiseul et de Stainville

### Mariage et descendance
Il épouse, le 3 avril 1761 à Paris, Thomasse-Thérèse de Clermont d'Amboise (1746 † 1789), fille de Georges-Jacques de Clermont d'Amboise (1726 † 1746), marquis de Reynel, colonel de Bretagne-Infanterie, et de Marie-Henriette Racine du Jonquoy. Ensemble, ils eurent :
1. Marie Stéphanie de Choiseul (Stainville, 10 novembre 1763 - Paris, 6 avril 1833), mariée le 6 octobre 1778 à Amboise, avec Claude-Antoine-Gabriel de Choiseul (1760 † 1838), duc de Choiseul-Stainville, dont :
  1. Jacqueline Béatrix Gabrielle Stéphanie de Choiseul (Paris, 24 février 1782 - Paris, 13 mars 1861), dame du palais (1810-1814) de l'impératrice Marie-Louise, et « dame pour accompagner » (1831-1848) la reine Marie-Amélie de Bourbon, mariée le 11 juillet 1804 à Besançon, avec Philippe-Gabriel, duc de Marmier (1783 † 1845), dont postérité ;
2. Marie Thérèse de Choiseul (Paris, 8 décembre 1766 - guillotinée le 9 thermidor an II (27 juillet 1794)), mariée en 1782 avec le prince Joseph de Monaco (1767-1816), dont :
  1. Honorine de Monaco (22 avril 1784 † 8 mai 1879), mariée, en 1803 avec René Louis Victor de La Tour du Pin (1779-1832), marquis de La Charce, député, dont postérité ;
  2. Athénaïs de Monaco (22 juin 1786 † 11 septembre 1860 - Château de Fontaine-Française), mariée en 1804 avec Auguste Michel Le Tellier de Louvois (1783 † 1844), marquis de Louvois, marquis de Souvré, comte de Tonnerre, pair de France. Sans enfant.
  3. Delphine de Monaco (22 juillet 1788 - morte jeune).